# Fjord (Kommune)
Fjord ist eine Kommune im norwegischen Fylke Møre og Romsdal, die seit dem 1. Januar 2020 Bestand hat. Sie setzt sich aus den ehemaligen Kommunen Norddal und Stordal zusammen und hat 2506 Einwohner (Stand: 1. Januar 2025). Verwaltungssitz ist der Ort Sylte.

## Geographie
Die Kommune grenzt im Südwesten an Stranda, im Westen an Sykkylven, im Norden an Ålesund und Vestnes, im Nordosten an Rauma und im Südosten an Skjåk im Fylke Innlandet. Die höchste Erhebung ist Puttegga mit einer Höhe von 1999 moh.
Offizielle Sprachform ist wie in den meisten Kommunen der Provinz Møre og Romsdal Nynorsk, also die seltenere der beiden Schriftsprachen.

## Geschichte
Die Kommune wurde im Rahmen der landesweiten Kommunalreform zum 1. Januar 2020 gegründet und setzt sich aus den ehemaligen Gemeinden Norddal und Stordal zusammen. Der Name der Kommune ist nicht historisch verankert. Der norwegische Sprachrat kritisierte die Namensgebung der Gemeinde, da es sich nicht um einen Ortsnamen handele, sondern eher um einen allgemeinen geografischen Begriff.
In Stordal befindet sich die Stordal gamle kirke, eine Holzkirche aus dem Jahr 1789. Die Kirche von Norddal wurde 1782 im Barockstil erbaut, die Kirche von Sylte stammt aus dem Jahr 1863.
Im Jahr 1934 ereignete sich ein Steinrutsch in Tafjord, der zu den schwersten Naturkatastrophen Norwegens zählt. Der Steinrutsch löste mehrere Flutwellen aus, die zum Tod von 40 Menschen führten.

## Wirtschaft
Für die Wirtschaft der Gemeinde ist die Landwirtschaft von größerer Bedeutung. Dabei sind vor allem Rinder-, Schaf- und Ziegenzucht sowie der Obst- und Beerenanbau weit verbreitet. Im Bereich der Industrie sind die Möbelherstellung sowie die Lebensmittelbranche wichtigste Arbeitgeber. Eine weitere wichtige Einnahmequelle ist der Tourismus.

## Wappen
Das Wappen soll ein Bild der Fjordgemeinde selbst darstellen, mit den verschiedenen Teilen der Fjordlandschaft mit Wasser und Himmel dazwischen. Es wurde entworfen von Dag Øistein Endsjø.